# Barrosasaurus
Barrosasaurus casamiquelai
Genre
Espèce
Barrosasaurus est un genre éteint de dinosaures sauropodes, un  titanosaure herbivore ayant vécu au Campanien inférieur (Crétacé supérieur), il y a environ 80 Ma (millions d'années). Il a été décrit pour la première fois en 2009 par les paléontologues Leonardo Salgado et Rodolfo Coria. L'holotype consiste en trois vertèbres fossiles, bien préservées mais incomplètes. Elles ont été découvertes dans la formation géologique d'Anacleto (en) de la province de Neuquén, en Argentine.
L'espèce type et seule espèce rattachée au genre est Barrosasaurus casamiquelai. 

## Étymologie
Le nom spécifique a été donné en l'honneur du paléontologue Rodolfo Magín Casamiquela (en),.

## Description
L'holotype est basé sur trois grandes vertèbres dorsales bien conservées mais incomplètes, probablement la troisième, la septième ou la huitième et la neuvième ou la dixième.